# Alexandr Železňakov
Alexandr Borisovič Železňakov (rusky Александр Борисович Железняков; * 28. ledna 1957 Leningrad, SSSR) je ruský odborník a vedoucí pracovník ve vývoji raketových a kosmických systémů, popularizátor kosmonautiky, spisovatel, publicista a novinář.

## Život
Vystudoval na Kalininově leningradském polytechnickém institutu (Petrohradská státní technická univerzita) obor aplikovaná fyzika (1980). V létech 1980-1981 pracoval jako inženýr v leningradském závodě NPO "Impuls". V létech 1983-1989 byl zaměstnán v leningradském závodě NPO "Krasnaja Zarja", kde postupoval od funkce řadového technika po vedoucího celého úseku. V létech 1989-2001 pracoval ve vedoucích řídících funkcích v leningradské konstrukční kanceláři OKB "Raduga" (později NPO "Raduga"), nejprve jako vedoucí oddělení, později náměstek generálního ředitele a nakonec jako úřadující ganerální ředitel. Pak přešel do Ústředního vědecko-výzkumného ústavu robotiky a technické kybernetiky v Petrohradu (2001) jako poradce ředitele a hlavního konstruktéra. Od roku 2007 je poradcem prezidenta koncernu RKK Eněrgija v Koroljovu.
Vedle své profese se věnuje literární činnosti, zejména v oblasti popularizace sovětské, ruské i celosvětové kosmonautiky. Celkem vydal již 17 knih, z nichž první vyšla v roce 1989. Zejména v minulosti publikoval pod různými pseudonymy (Alexandr Jurkevič, Alexandr Borisov, Konstantin Ivanov, A.Ž., K.I.).

## Členství v organizacích
Je řádným akademikem Ciolkovského ruské akademie kosmonautiky, řádným členem Ruské federace kosmonautiky, Ruského svazu novinářů, Mezinárodního svazu novinářů a Petrohradského svazu spisovatelů.

## Ocenění a uznání
- Medaile "Za zásluhy o vlast" II. st. (2007)
- Pamětní medaile 300. výročí Petrohradu (2009)
- Medaile "Na počet 40. výročí letu J. A. Gagarina"
- Řada medailí Federace kosmonautiky "Za zásluhy"
- Medaile Ukrajinské kosmické agentury
- Laureát literární ceny A. R. Beljajeva

## Dílo
- Sovetskaja kosmonavtika. Chronika avarij i katastrof. – Sankt Petěrburg, 1998
- Letopis kosmičeskoj ery, 1957 god. – Sankt Petěrburg, 2002 (dostupné na Internetu: http://www.cosmoworld.ru/spaceencyclopedia/publications/lke57.pdf)
- Letopis kosmičeskoj ery, 1958 god. – Sankt Petěrburg, 2002
- Vzletela padala raketa. – Sankt Petěrburg, 2003
- Letopis kosmičeskoj ery, 1959 god. – Sankt Petěrburg, 2003
- Letopis kosmičeskoj ery, 1960 god. – Sankt Petěrburg, 2003
- Letopis kosmičeskoj ery, 1961 god. – Sankt Petěrburg, 2004
- Tajny raketnych katastrof. – Moskva, 2004
- Stancija Mir: ot triumfa do … – Sankt Petěrburg, 2006 (dostupné na Internetu: http://www.cosmoworld.ru/spaceencyclopedia/publications/mir.pdf)
- Letopis kosmičeskoj ery, 1962 god. – Sankt Petěrburg, 2006
- Sekretnyj kosmos. Mify i fantomy na orbitě. – Moskva, 2006. – ISBN 5-699-17766-3
- Seks v kosmose. – Sankt Petěrburg, 2008
- Glavnaja stroka: Stichotvorenija. – Sankt Petěrburg, 2009
- Pervyje v kosmose. Kak SSSR pobedil SŠA. – Moskva, 2011. – ISBN 978-5-699-47889-7
- Sekretnyj kosmos. Byli li predšestvenniki u Gagarina? – Moskva, 2011. – ISBN 978-5-699-48549-9
- Ot "Vostoka" k "Rassvetu". – Sankt Petěrburg, 2011. – ISBN 978-5-86038-172-8
- Sekrety amerikanskoj kosmonavtiki. – Moskva, 2011. – ISBN 978-5-699-48759-2